# فرل (میسیسیپی)
فرل (به انگلیسی: Farrell) مکانی در ایالت میسیسیپی کشور ایالات متحده آمریکا است که جمعیت آن در سرشماری سال ۲۰۱۰ میلادی، ۲۱۸
نفر بوده‌است.